# 下犁
下犂，是臺灣彰化縣線西鄉的一個地名，位於該鄉南部。相較於今日行政區，其範圍大致包括頂犁村南部西段邊界地帶、下犁村不含東部。

## 歷史
台灣清治末期至日治初期，下犂地區為一街庄，稱為「下犂庄」，隸屬於線西堡。該庄昔日東南、南及西南隔番雅溝與與草港中庄、草港尾庄為鄰，西北與下見口庄為鄰，北邊及東北邊為頂犁庄。
1901年（日治明治三十四年）11月，該庄隸屬於彰化廳。1909年（明治四十二年）10月，改隸屬於臺中廳。1920年（大正九年），該庄改制並改名為「下犂」大字，隸屬於臺中州彰化郡線西庄。
戰後線西庄改制為線西鄉，隸屬於彰化縣，大字亦改制為村。1950年7月，線西、新港（後改名伸港）分治，本地區仍屬線西鄉。

## 交通
省道台17線（沿海路一段、中正路、沿海路二段）又稱「西部濱海公路」，大致以南北向經過下犂地區西端邊界地帶，往北可前往伸港、梧棲、清水等地，往南可前往鹿港、芳苑、麥寮、台西等地。
縣道139甲線（和樂路、下犁路、西園路、和樂路、草中巷）是和美至彰化的道路，大致以ㄏ形經過下犂地區，往東可前往和美，往南轉東南可前往頂番婆、彰化市區。